# Клішкеуць (Синжерейський район)
Клішкеуць (рум. Clișcăuți) — село у Синжерейському районі Молдови. Входить до складу комуни, адміністративним центром якої є село Препеліца.

## Населення
За даними перепису населення 2004 року у селі проживали 177 осіб.
Національний склад населення села:
| Національність   | Кількість осіб | Відсоток   |
| ---------------- | -------------- | ---------- |
| українці         | 102            | 57,6%      |
| молдавани румуни | 66 1           | 37,3% 0,6% |
| росіяни          | 8              | 4,5%       |
| Всього           | 177            | 100%       |